# Eugenia dyeriana
Espèce
Synonymes
- Eugenia atronervia M.R.Hend.[2]
- Eugenia clarkeana King[2]
- Eugenia dyeriana King[2]

Statut de conservation UICN

 LC  : Préoccupation mineure
Eugenia dyeriana est une espèce de plantes de la famille des Myrtaceae.
Selon Plants of the World Online, c'est un synonyme de Syzygium dyerianum. Selon ce site, c'est un arbre trouvé en Thaïlande et en Malaisie péninsulaire. Il pousse en milieu tropical humide.

## Liste des variétés
Selon Tropicos (10 avril 2019) :
- variété Eugenia dyeriana var. oblonga King

## Publication originale
- Journal of the Asiatic Society of Bengal. Part 2. Natural History 70: 88. 1901.